# 艦上爆撃機

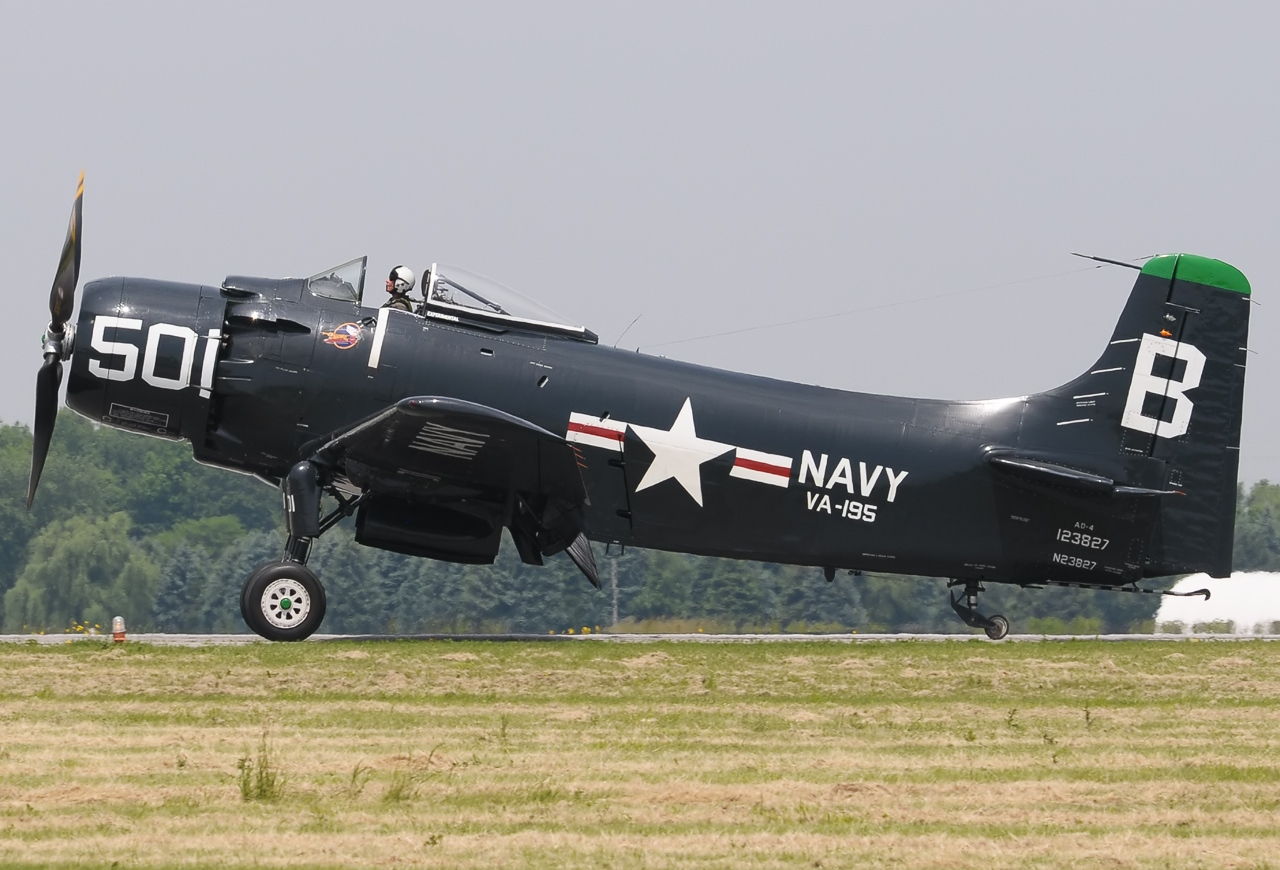
AD-4は艦上攻撃機に統一された

艦上爆撃機（かんじょうばくげきき）は、航空母艦から運用でき急降下爆撃能力を持つ爆撃機。略して「艦爆」（かんばく）ともいう。

## 概要
艦船に対して攻撃を行う場合、目標が常に機動することからその精度が重視され、低空から肉迫して行う雷撃と、急降下爆撃とが主な攻撃手段となる。雷撃に求められる機体の性能は重い魚雷を搭載する能力である。急降下爆撃用の機体に求められる性能は急降下時の加速を抑えるエアブレーキの装備と、急激な機体の引き起こしに耐えられる運動性能と機体強度である。両者は要求性能が著しく異なり、第二次世界大戦前までは同一機による両立が難しかった。このためそれぞれ専用の機体とせざるを得ず、魚雷攻撃を行う機種を艦上雷撃機（日本海軍においては攻撃機）、急降下爆撃を行う機種を艦上爆撃機と分類した。この時期は、対艦船攻撃を行う航空機そのものが、試行錯誤、発展途上の段階であった事にもよる。なお雷撃機（攻撃機）という呼び名は陸上基地から作戦を行う航空機にも用いる（陸上攻撃機を参照）。また、高度を保った水平爆撃には特段の装備を要さないため、いずれの機種でも可能である
第二次世界大戦・中後期に至り、艦上爆撃機に搭載する爆弾の大型化が求められた。そのため運動性の向上が求められた雷撃機と要求仕様の差が小さくなったため、両者を統合する動きが現れ、日本海軍では流星、アメリカ海軍ではAD スカイレイダー（後にA-1と改称）、イギリス海軍ではバラクーダなどが、いずれも雷撃と急降下爆撃の可能な機体として開発されている。これらは機種としては「艦上攻撃機」に一括される。
またロケット弾や誘導爆弾などの発達に伴い、航空魚雷が対艦兵器としての役割を終えて対潜兵器としての性格を強めていったこともあり、1946年には、アメリカ海軍は雷撃機と艦上爆撃機とを統合して、艦上攻撃機に統一した。

## 艦上爆撃機の例
大日本帝国
- 九四式艦上爆撃機
- 九六式艦上爆撃機
- 九九式艦上爆撃機
- 艦上爆撃機「彗星」
- 艦上攻撃機「流星」

急降下爆撃の行える艦攻
 アメリカ合衆国
- SBC ヘルダイバー
- SBD ドーントレス

第二次世界大戦前中期の主力
- SB2C ヘルダイバー

第二次世界大戦後期の主力
- AD スカイレイダー（1962年以降はA-1）

朝鮮戦争からベトナム戦争にかけて活躍。計画時の名称はXBT2D。
 イギリス
- ブラックバーン・スクア
- フェアリー バラクーダ

急降下爆撃の行える艦攻